# Kaori Macumotová
Kaori Macumoto (japonsky 松本 薫), (* 11. září 1987 Kanazawa, Japonsko) je reprezentantka Japonska v judu. Je olympijskou vítězkou z roku 2012.

## Sportovní kariéra
Judu se věnuje od šesti let. Jde o jednu z nejlepších judistek v historii. Její judo zdobí krásné hody a podmety, má výbornou práci horní části těla. Rychle a technicky brilantně zvládá techniky z boje na zemi (katame-waza). Slabiny u ní hledat těžko, mívá problémy se silovými soupeřkami a chronickými zraněními.
V roce 2012 na olympijských hrách v Londýně jako jediná z hvězdami nabitého japonského ženského týmu potvrdila roli favoritky a získala zlatou olympijskou medaili.

### Vítězství
- 2014 – 3× světový pohár (Düsseldorf, Budapešť, Kano Cup)

## Výsledky
| Olympijské hry    |    |   | —  |    |    |    | 1. |   |     |    | 3. |  |  |  |  |  |  |  |  |  |  |
| Mistrovství světa |    | — |    | 5. | 1. | 3. |    | — | úč. | 1. |    |  |  |  |  |  |  |  |  |  |  |
| Asijské hry       | —  |   |    |    | 1. |    |    |   | —   |    |    |  |  |  |  |  |  |  |  |  |  |
| Mistrovství Asie  |    | — | 1. | —  |    | —  | —  | — |     | —  |    |  |  |  |  |  |  |  |  |  |  |
| MS juniorů        | 5. |   |    |    |    |    |    |   |     |    |    |  |  |  |  |  |  |  |  |  |  |